# Karv, l'anti.gala

Logo de KARV, l’anti.gala jusqu'en 2009.

Karv, l'anti.gala était un gala jeunesse organisé par la chaîne de télévision québécoise VRAK depuis 2004. Il se qualifie comme un « anti.gala », puisque ce gala veut faire le contraire des autres galas. Par exemple, en 2007, les vedettes arrivaient sur « l'anti.tapis vert », puisque le thème de la soirée était la protection de l’environnement. En 2008, le tapis rouge du gala était appelé « l’anti.tapis ». Il a été animé par Stéphane Bellavance. Lors des deux premières éditions, VRAK proposait aux jeunes de se présenter comme « la révélation de l'année » en présentant sa passion aux téléspectateurs de la chaîne. En février 2016, Bell média, le propriétaire de la chaîne Vrak TV, a annoncé l'arrêt du gala, cette décision a pour objectif, d'attirer un auditoire plus âgé.

## Édition2004
KARV, l’anti.gala 2004 était la première édition de KARV, l'anti.gala, animée par Patrick Groulx et était tournée dans un autobus nommé la « Karvette ». Elle a été diffusée en mars 2004.
| Catégorie                                                                     | Gagnant(e)                                               |
| ----------------------------------------------------------------------------- | -------------------------------------------------------- |
| Plat préféré                                                                  | La poutine                                               |
| Meilleure publicité                                                           | Familiprix (pour "Ha-ah Familiprix" avec Sylvain Marcel) |
| Artiste québécoise que vous voudriez avoir comme mère                         | Sylvie Moreau                                            |
| Émission de télévision préférée                                               | Gilmore Girls                                            |
| Acteur ou Actrice le ou la plus hot                                           | Amanda Bynes                                             |
| L'artiste qui vous fait le plus triper                                        | Louis-José Houde                                         |
| La personnalité québécoise que vous voudriez comme premier ministre du Québec | Louis-José Houde                                         |
| L'artiste québécois que vous voudriez avoir comme père                        | Louis-José Houde                                         |
| Vous pissez dans vos culottes quand vous le voyez ou l'artiste le plus drôle  | Louis-José Houde                                         |

## Édition2005
KARV, l'anti.gala 2005 était animée pour une 2e fois par Patrick Groulx. Le gala a été enregistré dans la station de métro Pie-IX à Montréal. Il a été diffusé en juin 2005. 
| Catégorie                                                                                      | Gagnant(e)       |
| ---------------------------------------------------------------------------------------------- | ---------------- |
| Artiste québécoise que vous voudriez avoir comme mère                                          | Sylvie Moreau    |
| Artiste québécois que vous voudriez avoir comme père                                           | Louis-José Houde |
| Émission de télévision préférée                                                                | Ramdam           |
| Groupe préféré                                                                                 | Simple Plan      |
| La personnalité québécoise à qui vous feriez confiance pour devenir premier ministre du Québec | Guy Jodoin       |
| Vous pissez dans vos culottes quand vous le voyez ou l'artiste le plus drôle                   | Louis-José Houde |

## Édition2006
KARV, l'anti.gala 2006 était animée par Guy Jodoin et co-animée par Annie Pelletier. Le gala a été enregistré au Stade olympique de Montréal le 24 août 2006. Il a été diffusé sur les ondes de VRAK.TV le 27 août 2006.
| Catégorie                                                                    | Gagnant(e)       |
| ---------------------------------------------------------------------------- | ---------------- |
| Vous pissez dans vos culottes quand vous le voyez ou l'artiste le plus drôle | Louis-José Houde |
| Artiste québécois que vous voudriez avoir comme père                         | Louis-José Houde |
| Artiste québécoise que vous voudriez avoir comme mère                        | Sylvie Moreau    |
| Émission de télévision préférée                                              | Les Frères Scott |
| Le look le plus cool de l'année                                              | Marie-Mai        |

## Édition2007
KARV, l’anti.gala 2007 était la 4e édition du gala. Il a été enregistré le 15 août 2007 à l’Auditorium de Verdun sous le thème des changements climatiques et animé une deuxième année par Guy Jodoin,en compagnie de Marilyse Bourke. Pour l’occasion, les jeunes ont été invités à porter leur manteau d’hiver et leur tuque pendant l’enregistrement puisque la température était programmée pour monter et descendre afin de montrer les impacts des changements climatiques. Le gala a été diffusé le 26 août 2007 à 19 heures.
| Catégorie | Gagnant(e)                       |
| --- | -------------------------------- |
| Vous le prendriez dans votre équipe n’importe quand ou l’athlète de l’année :                                     | Alexandre Despatie               |
| Le film que vous pourriez voir 20 fois de suite :                                                                 | À vos marques... party!          |
| Même si votre maison brûlait, vous resteriez devant la télévision pour ne pas rater cette émission :              | Les Frères Scott                 |
| La personnalité québécoise qui a le look le plus cool :                                                           | Mariloup Wolfe                   |
| Vous seriez prêts à sortir le recyclage pendant un an pour voir cet acteur ou cette actrice au cinéma             | Johnny Depp                      |
| Ce qui vous fait pisser dans vos culottes :                                                                       | Les Têtes à claques              |
| La chanson que vous faites toujours répéter sur votre lecteur MP3 :                                               | Girlfriend d’Avril Lavigne       |
| Vous seriez prêts à ne pas voir votre best ou votre meilleur ami pendant un an pour visiter cet endroit :         | Disney World                     |
| Vous aimeriez mieux vous faire arracher les dents sans anesthésie plutôt que de regarder cette émission de télé : | Caillou                          |
| Si vous en aviez le pouvoir, quelle est la première chose que vous feriez pour sauver la planète?                 | Réduire les gaz à effet de serre |
| La personnalité québécoise à qui vous feriez confiance pour devenir premier ministre du Québec :                  | Guy Jodoin                       |
| Le groupe ou chanteur/chanteuse du Québec avec lequel (laquelle) vous partiriez en tournée :                      | Simple Plan                      |
| L’artiste québécoise que vous voudriez comme mère :                                                               | Mariloup Wolfe                   |
| L’artiste québécois que vous voudriez comme père :                                                                | Guillaume Lemay-Thivierge        |
| La vedette québécoise de la télé que vous aimez le plus :                                                         | Mariloup Wolfe                   |

## Édition2008
KARV, l’anti.gala 2008 a été enregistré le 14 août 2008 au Centre Pierre-Charbonneau, à Montréal. KARV fêtait alors son 5e anniversaire. Cette cérémonie était animée par Marie-Mai, Réal Béland et Stéphane Bellavance et se déroulait sous le thème du carnaval. Il a été diffusé originellement sur les ondes de VRAK.TV le vendredi, 22 août 2008 à 19 heures. Les billets pour assister à cette édition anniversaire se sont vendus en trois jours via Internet.
| Catégorie                                                                                               | Gagnant(e)                                                                                     |
| --- | ---------------------------------------------------------------------------------------------- |
| Vous seriez prêt à sortir les poubelles pendant un an pour voir cet acteur ou cette actrice au cinéma : | Johnny Depp                                                                                    |
| Vous le prendriez dans votre équipe n’importe quand (ou l’athlète de l’année) :                         | Carey Price (le prix lui a été remis par une admiratrice dans le cadre de l'émission Fan club) |
| Même si votre maison brûlait, vous resteriez devant la télévision pour ne pas rater cette émission :    | Les Frères Scott (les acteurs ont remercié le public québécois en différé)                     |
| La personnalité québécoise qui a le look le plus cool :                                                 | Mariloup Wolfe                                                                                 |
| Quelqu’un/quelque chose qui vous fait vraiment rire :                                                   | Louis-José Houde                                                                               |
| Le groupe ou chanteur/chanteuse du Québec avec lequel vous partiriez en tournée :                       | Simple Plan                                                                                    |
| L’artiste québécoise que vous voudriez comme mère :                                                     | Mariloup Wolfe                                                                                 |
| L’artiste québécois que vous voudriez comme père :                                                      | Guillaume Lemay-Thivierge                                                                      |
| Le film que vous pourriez voir 20 fois de suite :                                                       | Dansez dans les rues (Step Up 2 : The Streets)                                                 |
| La vedette québécoise de la télé que vous aimez le plus :                                               | Mariloup Wolfe                                                                                 |
| La chanson que vous faites toujours répéter sur votre lecteur MP3 [...] (ou la chanson de l’année) :    | Low de Flo Rida feat. T-Pain                                                                   |
| Le jeu vidéo qui pourrait vous garder dans le sous-sol pendant une semaine :                            | Guitar Hero III                                                                                |
| Je serais prêt à me péter la gueule pour faire cette activité extrême :                                 | Parachutisme                                                                                   |
| C’est pas juste! Ou la plus grande injustice sur terre :                                                | La violence faite aux enfants                                                                  |
| La personnalité québécoise à qui vous donneriez le pouvoir de régler les problèmes dans le monde :      | Guy Jodoin                                                                                     |

## Édition2009
KARV, l'anti.gala 2009 était enregistré à l'avance mais présenté le 20 août 2009 à la Tohu de Montréal. Sous le thème du party, cette édition était animée par Stéphane Bellavance. Les catégories ont été métamorphosées. Les billets se sont vendus en moins d'une journée, mais pour la 1re fois, VRAK.TV organise un événement extérieur pour les personnes n'ayant pas été en mesure de s'en procurer.
| Catégorie | Nommé(e)s | Gagnant(e)                                             |
| --- | --- | ------------------------------------------------------ |
| Je paierais cher pour assister à leur première « date » :                                                                                           | - Marc Labrèche - André Sauvé - Claude Legault - Guy Carbonneau - Yan England ET - Julie Snyder - Karine Vanasse - Anne Dorval - Chéli Sauvé-Castonguay - Ima | Yan England et Chéli Sauvé-Castonguay                  |
| Je ferais du pied d’athlète pour ce sportif : | - Alekseï Kovaliov - Alexandre Despatie - Carey Price | Alexandre Despatie                                     |
| Cette chanson est plus contagieuse que la gastro :                                                                                                  | - Poker Face de Lady Gaga - Right Round de Flo Rida avec la collaboration de Ke$ha - 1000 cœurs debout de Cali                                                | Right Round de Flo Rida avec la collaboration de Ke$ha |
| Cet acteur me fait tellement triper que j’irais le voir dans un film croate sous-titré en japonais à 100 $ le billet :                              | - Robert Pattinson - Vin Diesel - Zac Efron | Robert Pattinson                                       |
| Même si votre maison brûlait, vous resteriez devant la télévision pour ne pas rater cette émission :                                                | - Les Frères Scott - Une grenade avec ça? - Les Simpson | Les Frères Scott                                       |
| Donnez-moi le numéro de son coiffeur (ou le look capillaire le plus original) :                                                                     | - Marie-Mai - Réal Béland - Mariloup Wolfe | Mariloup Wolfe                                         |
| Je supprimerais la moitié de mes amis sur Facebook pour avoir cette vedette québécoise dans mes contacts :                                          | - Marie-Mai - Mariloup Wolfe - Patrick Huard - Rachid Badouri                                                                                                 | Mariloup Wolfe                                         |
| Cette personne ferait même rire Bob Gainey : | - Martin Matte - Rachid Badouri - Louis-José Houde | Louis-José Houde                                       |
| a) Je l’inviterais à mon bal de finissants ou le plus « hot » du Québec : b) Je l’inviterais à mon bal de finissants ou la plus « hot » du Québec : | - a) - Guillaume Lemay-Thivierge - Alexandre Despatie - Patrick Huard - b) - Marie-Mai - Mariloup Wolfe - Marie-Chantal Toupin                                | a) Guillaume Lemay-Thivierge b) Mariloup Wolfe         |
| Le plus beau métier du monde, c’est… | - Chanteur - Acteur - Vétérinaire | Acteur                                                 |

## Édition2010
KARV, l'anti.gala 2010 s'est tenu le 25 août 2010 au Théâtre Denise-Pelletier, à Montréal. Le gala était animé par Yan England (tête d'affiche de VRAK.TV) et Chéli Sauvé-Castonguay (VJ à MusiquePlus) sous le thème du prestige. L'anti.tapis et le party était ouvert à tous, mais seuls ceux qui s'était procurer les billets gratuits sur le Web pouvaient assister au gala dans le théâtre. Pour la 2e fois, VRAK.TV organise une projection du gala extérieur. Un grand évènement avait lieu avec les kiosques des partenaires toute la journée face au Parc Morgan; face au Théâtre Denise-Pelletier. La couleur officielle cette année était l'or et sous le thème «glam». Cette année, il n'y avait pas de « billets VIP ».
| Catégorie | Nommé(e)s | Gagnant(e)                                                      |
| --- | --- | --------------------------------------------------------------- |
| Elle + Lui = Trop malade! Catégorie : Tu aimerais les voir en couple!                                                                                        | - Louis-José Houde et Marie-Mai - Yan England et Magalie Lépine-Blondeau - Guillaume Lemay-Thivierge et Mariloup Wolfe - Guy Jodoin et Sylvie Moreau - Alexandre Despatie et Marie-Mai | Guillaume Lemay-Thivierge et Mariloup Wolfe                     |
| Avec lui ou elle comme prof d’éducation physique, même la marche rapide serait passionnante! Catégorie : Athlète de l’année                                  | - Joannie Rochette - Alexandre Bilodeau - Jaroslav Halak - Alexandre Despatie - Sidney Crosby                                                                                          | Joannie Rochette                                                |
| J'ai tellement écouté cette chanson que même mon chien en fredonne les paroles. Catégorie: Chanson préférée de l'année.                                      | - Wavin' Flag de K'Naan - Telephone de Lady Gaga - Tik Tok de Ke$ha - Memories de David Guetta avec la participation de Kid Cudi - In my head de Jason Derülo                          | Tik Tok de Ke$ha                                                |
| Je prendrais un pédalo jusqu'à Hollywood pour prendre une photo de cette star. Catégorie: Actrice ou acteur international(e) préféré(e).                     | - Angelina Jolie - Robert Pattinson - Miley Cyrus - Johnny Depp - Taylor Lautner | Taylor Lautner                                                  |
| Même si cet acteur ou cette actrice jouait une tranche de fromage dans une pub, je la regarderais en boucle. Catégorie: Actrice ou acteur québécois préféré. | - Louis-José Houde - Patrick Huard - Guillaume Lemay-Thivierge - Mariloup Wolfe - Guy Jodoin                                                                                           | Mariloup Wolfe                                                  |
| Je rêve qu'il soit le frère de mon père pour enfin pouvoir rire d'une joke de mononcle. Catégorie: Humoriste préféré.                                        | - Martin Matte - Jean-Marc Parent - Rachid Badouri - Louis-José Houde - Jean-Michel Anctil                                                                                             | Louis-José Houde                                                |
| Quand ma dernière heure sera venue et je verrai défilé le film de ma vie, je veux que ce soit celui-là. Catégorie: Film préféré de l'année.                  | - 2012 - Le Journal d'Aurélie Laflamme - De père en flic - La saga Twilight: Tentation - Avatar                                                                                        | La saga Twilight: Tentation                                     |
| Cet animateur ou cette animatrice rendrait captivante une émission sur les poils de nez. Catégorie: Animateur (trice) d'émission de télévision.              | - Véronique Cloutier - Patrice L'Écuyer - Yan England - Stéphane Bellavance - Charles Lafortune                                                                                        | Yan England                                                     |
| On serait karv ben raide de ne pas le (la) récompenser. Catégorie: Personnalité québécoise de l'année.                                                       | - Véronique Cloutier - Marie-Mai - Louis-José Houde - Guillaume Lemay-Thivierge - Patrick Huard - Martin Matte - Céline Dion - Mariloup Wolfe - Yan England - Rachid Badouri           | Marie-Mai                                                       |
| Je raterais ma vie avant de rater cette émission. Catégorie: Émission de télévision préférée.                                                                | - Une grenade avec ça? - Hockey - Les Frères Scott - Les Simpson - Il était une fois dans le trouble                                                                                   | Les Frères Scott                                                |
| L'artiste qui a le plus de nominations depuis les débuts de KARV, l'anti.gala. Catégorie: —.                                                                 | — | Personnalité masculine: Louis-José Houde et féminine: Marie-mai |

## Édition2011
KARV, l'anti.gala 2011 était animée par Guillaume Lemay-Thivierge et Mariloup Wolfe. L'édition 2011 avait comme thème: L'URBAIN. Elle était présentée au Théâtre Denise-Pelletier le mercredi 24 août 2011 et diffusée sur les ondes de VRAK TV le vendredi 26 août 2011. Le gala était précédé encore une fois d'un anti.tapis.
| Catégorie | Nommé(e)s | Gagnant(e)                                                                  |
| --- | --- | --------------------------------------------------------------------------- |
| C'est tellement évident qu'ils vont ensemble... que je pensais qu'ils étaient déjà en couple! Catégorie : Tu aimerais les voir en couple!                                     | - Louis-José Houde et Marie-Mai - Yan England et Magalie Lépine-Blondeau - Guillaume Lemay-Thivierge et Marie-Mai - Yan England et Marie-Mai                                                    | Yan England et Magalie Lépine-Blondeau                                      |
| Comparé à ce sportif, le béton c'est mou! Catégorie : Athlète de l’année | - Sidney Crosby - Alexandre Despatie - Joannie Rochette - Carey Price | Joannie Rochette                                                            |
| La chanson que même mon iPod est tanné d'entendre! Catégorie: Chanson préférée de l'année.                                                                                    | - Price Tag de Jessie J en collaboration avec B.o.B - Party Rock Anthem de LMFAO en collaboration avec Lauren Bennett et GoonRock - Born This Way de Lady Gaga - Mr. Saxobeat de Alexandra Stan | Party Rock Anthem de LMFAO en collaboration avec Lauren Bennett et GoonRock |
| J'ai ajusté ma montre pour vivre dans le même fuseau horaire que cette star. Catégorie: Actrice ou acteur international(e) préféré(e).                                        | - Robert Pattinson - Johnny Depp - Angelina Jolie - Taylor Lautner | Taylor Lautner                                                              |
| Cet acteur (ou actrice) du Québec est tellement bon qu'il pourrait incarner la mascotte Youppi! sans même avoir le costume!!! Catégorie: Actrice ou acteur québécois préféré. | - Mariloup Wolfe - Claude Legault - Guillaume Lemay-Thivierge - Louis-José Houde | Mariloup Wolfe                                                              |
| Juste à penser à lui, j'ai mal aux abdos tellement il me fait rire! Catégorie: Humoriste préféré.                                                                             | - Mike Ward - Rachid Badouri - Martin Matte - Louis-José Houde | Rachid Badouri                                                              |
| J'aime tellement ce film que j'en prendrais le titre comme prénom! Catégorie: Film préféré de l'année.                                                                        | - Frisson 4 - La saga Twilight: Hésitation - Harry Potter et les Reliques de la Mort - Première partie - Sortilège                                                                              | Sortilège                                                                   |
| Cet animateur (ou animatrice) de télé est tellement bon que j'irais à l'école toute ma vie s'il était mon prof!Catégorie: Animateur (trice) d'émission de télévision.         | - Véronique Cloutier - Stéphane Bellavance - Alexandre Barrette - Yan England | Yan England                                                                 |
| Je briserais mon téléphone cellulaire pour ne pas être dérangé pendant cette émission! Catégorie: Émission de télévision préférée.                                            | - Mixmania 2 - Les Frères Scott - Les Simpson - Une grenade avec ça? | Mixmania 2                                                                  |
| Le nouveau pont Champlain devrait porter son nom! . Catégorie: Personnalité de l'année.                                                                                       | - Joey Scarpellino - Marie-Mai - Guillaume Lemay-Thivierge - Mariloup Wolfe | Joey Scarpellino                                                            |
| Prix Hommage | - Une grenade avec ça? | Une grenade avec ça?                                                        |

## Édition2012
KARV, l'anti.gala 2012 était animée par Yan England. Elle était présentée au Théâtre Denise-Pelletier le mercredi 22 août 2012 et diffusée sur les ondes de VRAK TV le vendredi 24 août 2012. Le gala était précédé encore une fois d'un anti.tapis.
| Catégorie | Nommé(e)s | Gagnant(e)                                                                                              |
| --- | --- | --- |
| J'ai affiché tellement de posters de cette star que ma mère croit que c'est lui (ou elle) qui habite dans ma chambre! Catégorie: Star internationale | - Angelina Jolie - Vin Diesel - Taylor Lautner - Johnny Depp | Taylor Lautner                                                                                          |
| Ce serait magique de les voir un jour "in a relationship" sur facebook! Catégorie: Couple fictif de l'année                                          | - Guillaume Lemay-Thivierge et Marie-Mai - Yan England et Caroline Gendron - Yan England et Magalie Lépine-Blondeau - Yan England et Marie-Mai                                                         | Yan England et Magalie Lépine-Blondeau                                                                  |
| À côté de lui, la santé a l'air malade! Catégorie: Sportif de l'année                                                                                | - Carey Price - Sidney Crosby - Alexandre Despatie - Joannie Rochette | Joannie Rochette                                                                                        |
| OMG, cette chanson-là est juste trop MA TOUNE! Catégorie: Chanson de l'année                                                                         | - We Are Young de Fun en duo avec Janelle Monáe - What Makes You Beautiful de One Direction - Party Rock Anthem de LMFAO en collaboration avec Lauren Bennett et GoonRock - Toi + Moi de Star Académie | What Makes You Beautiful de One Direction                                                               |
| J'arriverais en retard à mon bal de finissant pour ne pas manquer une seconde de cette émission! Catégorie: Émission préférée                        | - Mixmania 3 - Les Simpson - Une grenade avec ça? - Les Frères Scott | Mixmania 3                                                                                              |
| Quand c'est lui ou elle qui joue dans une émission, j'oublie même que la télécommande a été inventée! Catégorie: Comédien québécois préféré          | - Mariloup Wolfe - Patrick Huard - Yan England - Guillaume Lemay-Thivierge | Yan England                                                                                             |
| Si faire rire était illégal, il serait un dangereux criminel! Catégorie: Humoriste préféré                                                           | - Martin Matte - Rachid Badouri - Louis-José Houde - Jean-Marc Parent | Louis-José Houde                                                                                        |
| J'ai tellement écouté ce film qu'ils ont ajouté mon nom au générique comme "Fan 1" ! Catégorie: Film de l'année                                      | - Les Aventures de Tintin : Le Secret de La Licorne - Folies de Graduation : La Réunion - Twilight, chapitre III : Hésitation - Hunger Games                                                           | Hunger Games                                                                                            |
| Il anime tellement bien qu'on devrait avoir peur qu'il "réanime" les morts! Catégorie: Meilleur animateur                                            | - Stéphane Bellavance - Alexandre Barrette - Yan England - Véronique Cloutier | Yan England                                                                                             |
| Cette personne est tellement "hot" que son anniversaire devrait être un jour férié! Catégorie: Personnalité de l'année                               | - Joey Scarpellino - Guillaume Lemay-Thivierge - Marie-Mai - Mariloup Wolfe | Joey Scarpellino                                                                                        |
| Prix Hommage | | Les médaillées des Jeux olympiques d'été de 2012: - Roseline Filion - Émilie Heymans - Meaghan Benfeito |

## Édition2013
KARV, l'anti.gala 2013 sera animée par Yan England. Elle sera présentée au Théâtre Denise-Pelletier le mercredi 21 août 2013 et diffusée sur les ondes de VRAK.TV le vendredi 23 août 2013. KARV fêtera son 10e anniversaire. Pour cette dixième édition, trois nouvelles catégories ont été ajoutées: Téléréalité ou Variété de l’année, Téléroman ou Comédie de l’année et Émission jeunesse de l’année. La catégorie Sportif de l'année a été remplacée par Joueur des Canadiens de l'année. Pour assurer le déroulement de l'anti-gala, de l'anti-tapis et de la diffusion sur le web, Yan England sera entouré de Stéphane Bellavance, de Philippe Laprise, de Pascal Morissette, de Patrice Bélanger, d'Étienne Boulay et d'Amélie St-Onge.
| Catégorie | Nommé(e)s | Gagnant(e)                                                         |
| --- | --- | ------------------------------------------------------------------ |
| Il me fait tellement plier en 4, j'ai maintenant un talon dans le cou! Catégorie : Humoriste de l'année                     | - Louis-José Houde - Martin Matte - Philippe Bond - Rachid Badouri | Rachid Badouri                                                     |
| On devrait la cloner en 1000 copies pour qu'elle puisse jouer dans tout! Catégorie : Comédienne québécoise de l'année       | - Guylaine Tremblay - Karine Vanasse - Mariloup Wolfe - Marie-Soleil Dion | Marie-Soleil Dion                                                  |
| On devrait le cloner en 1000 copies pour qu'il puisse jouer dans tout! Catégorie : Comédien québécois de l'année            | - Claude Legault - Guillaume Lemay-Thivierge - Philippe Laprise - Yan England | Yan England                                                        |
| Il pourrait battre les Bruins 10-0 avec une main attachée dans le dos! Catégorie : Joueur des Canadiens de l'année          | - Alex Galchenyuk - Brendan Gallagher - Carey Price - P.K. Subban | P.K. Subban                                                        |
| Y'a pas de vidéo de chat qui bat cette émission! Catégorie : Téléréalité ou Variété de l'année                              | - Les Chefs! - Occupation Double en Californie - Un souper presque parfait - La Voix | La Voix                                                            |
| Emmenez-en de la pluie, ça me donne une raison de regarder ça toute la journée! Catégorie : Téléroman ou Comédie de l'année | - 30 vies - Lol :-) - Les Parent - Unité 9 | Les Parent                                                         |
| Pour rester jeune, ta mère devrait regarder ça au lieu de mettre de la crème! Catégorie : Émission jeunesse de l'année      | - L'Appart du 5e - Tactik - Les Testeurs - VRAK la vie | VRAK la vie                                                        |
| Si je deviens premier ministre, je change l'hymne national pour cette toune-là! Catégorie : Chanson de l'année              | - Gangnam Style de Psy - Just Give Me a Reason de P!nk en collaboration avec Nate Ruess - Skyfall de Adele - Thrift Shop de Macklemore et Ryan Lewis en collaboration avec Wanz               | Thrift Shop de Macklemore et Ryan Lewis en collaboration avec Wanz |
| J'ai vu ce film-là 10 fois… hier! Catégorie : Film de l'année                                                               | - Skyfall - Le Hobbit : Un voyage inattendu - Hunger Games - La Saga Twilight : Révélation - Partie 2                                                                                         | Hunger Games                                                       |
| Attache ta tuque, c'est lui ou elle la plus hot! Catégorie : Personnalité québécoise de l'année                             | - Charles Lafortune - Claude Legault - Guillaume Lemay-Thivierge - Guylaine Tremblay - Joey Scarpellino - Marie-Mai - Mariloup Wolfe - Stéphane Bellavance - Véronique Cloutier - Yan England | Marie-Mai                                                          |

## Édition2014
KARV, l'anti.gala 2014 a été animé pour la première fois par Éric Salvail le mardi 26 août 2014. Pour cette 11e édition, plusieurs changements ont été apportés. D'abord, le gala a été présenté pour la toute première fois de son histoire en direct. Ensuite, le gala a été prolongé de 60 à 90 minutes (le gala a en fait duré 2 heures).De plus, le gala a quitté le Théâtre Denise-Pelletier pour s'installer au Théâtre St-Denis. Lors de cette 11e édition du gala Karv, nous avons pu voir Marie-Mai qui a chanté au début du gala et qui a remporté plusieurs prix, Pierre Hébert, Philippe Bond, Anais Favron, François Morency, Mix 4, Patrice Bélanger, Étienne Boulay, Joey Scarpellino, Guillaume Lemay-Thivierge, Martin Matte, Rachid Badouri, Phil Roy, Sugar Sammy, Charles Lafortune, Les Détestables, 5 seconds of Summer, Rixton, Marie-Soleil Dion, Olivier Dion, les sœurs Dufour-Lapointe, Maripier Morin, Debbie Lynch-White, Stéphane Bellavance et Benoît Drouin-Germain étaient des vedettes participantes au Karv l'anti.gala 2014.